# 天龍峽

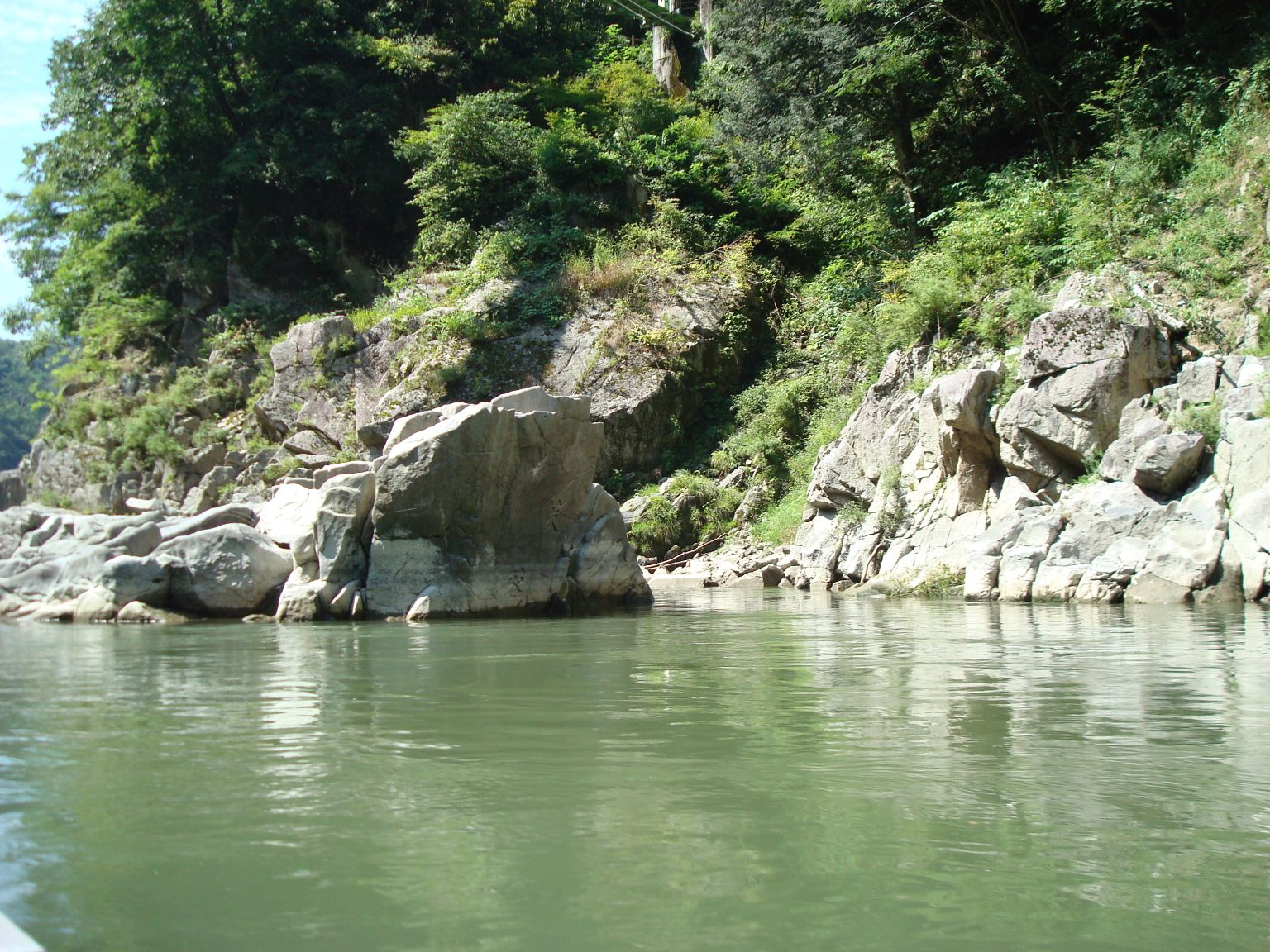
天龍峽

天龍峽（日语：／）是位於日本長野縣飯田市天龍川的峽谷。天龍峽被指定為名勝，並且也是天龍奧三河國定公園的一部分。天龍峽兩岸自生有赤松和紅葉，其明媚的風景吸引眾多遊客，並還有天龍峽溫泉等景點。天龍峽這一名稱系漢學者阪谷朗廬所取。

## 外部連結
- 天竜峡温泉観光協会（页面存档备份，存于）
- 天竜ライン下りHP
- 天竜船下りHP（页面存档备份，存于）